# Vincze Gábor Péter
Vincze Gábor Péter (Esztergom, 1963. december 27. –)  magyar színművész és operaénekes.

## Pályája
1982–1985 között a Zeneakadémián tanult opera szakon, majd 1985–1989 között a Színház- és Filmművészeti Egyetem hallgatója, itt szerezte második diplomáját. 1989–1993 között a Pécsi Nemzeti Színház, majd 1993-tól kis megszakításokkal, a Győri Nemzeti Színház tagja. Eközben 1-1 évadra elszerződött a Miskolci Nemzeti Színházba, a szolnoki Szigligeti Színházba és a Szegedi Nemzeti Színházba. Mellette Budapesten és több vidéki városban is vendégszerepel, rendszeresen szinkronizál.
Felesége Csonka Ágnes, műfordító, négy gyermek édesapja.

## Fontosabb színházi szerepei

### Győri Nemzeti Színház
- Georges Feydeau: A hülyéje ...Pinchard, veterán katonaorvos
- Hedry Mária – Móczár Bence: EternalGames – A végtelen játékai.... Tóth Gyula, vízvezeték-szerelő;  Márió
- Dés László – Nemes István – Böhm György – Korcsmáros György – Horváth Péter: Valahol Európában.... Simon Péter
- Kszel Attila: Tűzön-vízen át.... Vörösmarty Mihály
- Friedrich Schiller: Ármány és szerelem.... Miller, a városi zenész
- Lehár Ferenc: A víg özvegy.... Raoul Saint Brioche
- Tamási Áronː Énekes madár.... Katolikus pap
- Lionel Bart: Oliver!.... Mr. Bumble, az árvaház pedellusa, kövér, fontoskodó
- Olt Tamás: Minden jegy elkelt.... Újságíró; Lovik Károly
- Szente Vajk – Galambos Attila – Juhász Levente: Puskás, a musical.... Östreicher Emil
- Marc Norman – Tom Stoppard – Lee Hall: Szerelmes Shakespeare.... Burbage
- Jávori Ferenc Fegya – Miklós Tibor – Kállai István – Böhm György: Menyasszonytánc.... Id. Bárány
- Szilágyi Andor: Leánder és Lenszirom.... II. Bölömbér
- Sylvester Lévay – Michael Kunze: Elisabeth.... Rauscher bíboros
- Szabó Magda: Régimódi történet.... Alföldy úr, táncmester
- Tasnádi István: Szibériai csárdás.... Kollár László
- Huszka Jenő – Bakonyi Károly – Martos Ferenc: Bob herceg.... Pomponius, a herceg nevelője
- Mikszáth Kálmán – Závada Pál: Különös házasság.... Medve Ignác, orvos
- Szörényi Levente – Bródy János: István, a király.... Solt
- Ránki György: Pomádé király új ruhája.... Garda Roberto
- William Shakespeare: Makrancos Kata.... Tranio, átöltözve Lucentio, Bianca kérője
- William Shakespeare: Vízkereszt, vagy bánom is én.... Vitéz Fonnyadi Ábris
- Makszim Gorkij: Éjjeli menedékhely.... Bubnov
- Egressy Zoltán: Édes életek.... Vőfély
- Borisz Leonyidovics Paszternak: Doktor Zsivágó.... Alex Gromeko, Tonja apja
- Woody Allen: Semmi pánik!.... Drobney atya
- Beatles.hu
- Kodály Zoltán: Háry János.... Napóleon
- Lev Nyikolajevics Tolsztoj: Anna Karenina.... Pincér
- Giulio Scarnacci – Renzo Tarabusi: Kaviár és lencse.... Antonio, szomszéd
- Wolfgang Amadeus Mozart: A varázsfuvola.... Papageno
- Tim Rice – Andrew Lloyd Webber: Jézus Krisztus szupersztár.... Péter; János
- Bakonyi Károly – Szirmai Albert – Gábor Andor: Mágnás Miska.... Miska lovász
- Benny Andersson – Björn Ulvaeus – Tim Rice: Sakk, a musical.... Walter de Courcy

## Filmjei
- Fomo: Megosztod és uralkodsz (magyar dráma, 2019)
- Kincsem (magyar kalandfilm, 2017)
- Zsaruvér és Csigavér II.: Több tonna kámfor (magyar akció-vígjáték, 2002)
- Linda (magyar filmsorozat, 2002)
- Vírusbosszú (angol-amerikai-német-magyar katasztrófafilm, 2000)
- Kisváros (magyar krimisorozat, 1993)
- Emberrabló lányok (magyar vígjáték, 1990)
- Velem mindig történik valami (magyar ifjúsági filmsorozat)
- Al Addin (TV film)

## Szinkronszerepei

### Filmek
- A szépség és a szörnyeteg (1991) – Gaston
- Az oroszlánkirály (1994) – Timon
- Egértanya (1997) – Ernie
- Egyiptom hercege (1998) – Ramszesz
- Mulan (1998) – Ling
- Zsivány Egyes – Egy Star Wars-történet (2016) – K-2SO
- Coco (2017) – Ernesto de la Cruz
- Volt egyszer egy stúdió (2023) – Timon

### Sorozatok
- Andor – K-2SO (Alan Tudyk)
- Timon és Pumbaa – Timon a szurikáta (Nathan Lane)
- Marvin, a táncoslábú ló – Marvin (TBA)
- A dzsungel könyve (anime, 1989) – Tabaki, a hiéna.
- Gumball csodálatos világa – Clayton (3. évad) (Max Cazier)
- A Silla királyság ékköve  (dél-koreai történelmi sorozat Kim Alcheon)
- Don Matteo – Pietro Ghisoni (Pietro Pulcini) – (5-10. évad)
- Thomas és barátai - Duck (Steven Kynman)